# ソルタム・システムズ
ソルタム・システムズ (英語: Soltam Systems, ヘブライ語: יָקְנְעָם עילית)は、イスラエル北部地区の工業都市ヨクネアムに拠点を置く軍事・防衛関連企業である。イスラエル独立直後の1950年に設立され、榴弾砲・迫撃砲・自走砲・砲弾などの開発および製造を行っている。これらの火砲や付随するシステムは母国のイスラエル国防軍で運用されるだけでなく、アメリカ合衆国をはじめとする他のNATO加盟国など、友好国にも多く輸出されている。

## 歴史
ソルタム・システムズは1950年にポーランド生まれのユダヤ人シュロモ・ザブドウィッツによって、イスラエル軍向けに火砲を製造するメーカーとして設立された。
ザブドウィッツは1914年生まれで、第二次世界大戦時には家族と共にアウシュヴィッツ強制収容所に収容されており、彼と彼の妻だけが生き延びた。戦後、スウェーデン経由でフィンランドに移住したザブドウィッツはフィンランドの重機械メーカータンペラの協力を得て、タンペラ製の火砲をライセンス生産する子会社としてソルタムを設立した。
以来ソルタム・システムズは、タンペラ製の迫撃砲や榴弾砲のライセンス生産や改良版の開発の他、これらの火砲を旧式化した戦車などの車体に搭載した各種自走砲の開発なども行っている。
2010年10月に、ソルタム・システムズは同じイスラエルの軍事企業であるエルビット・システムズの子会社となった。

## 製品の例

### 榴弾砲

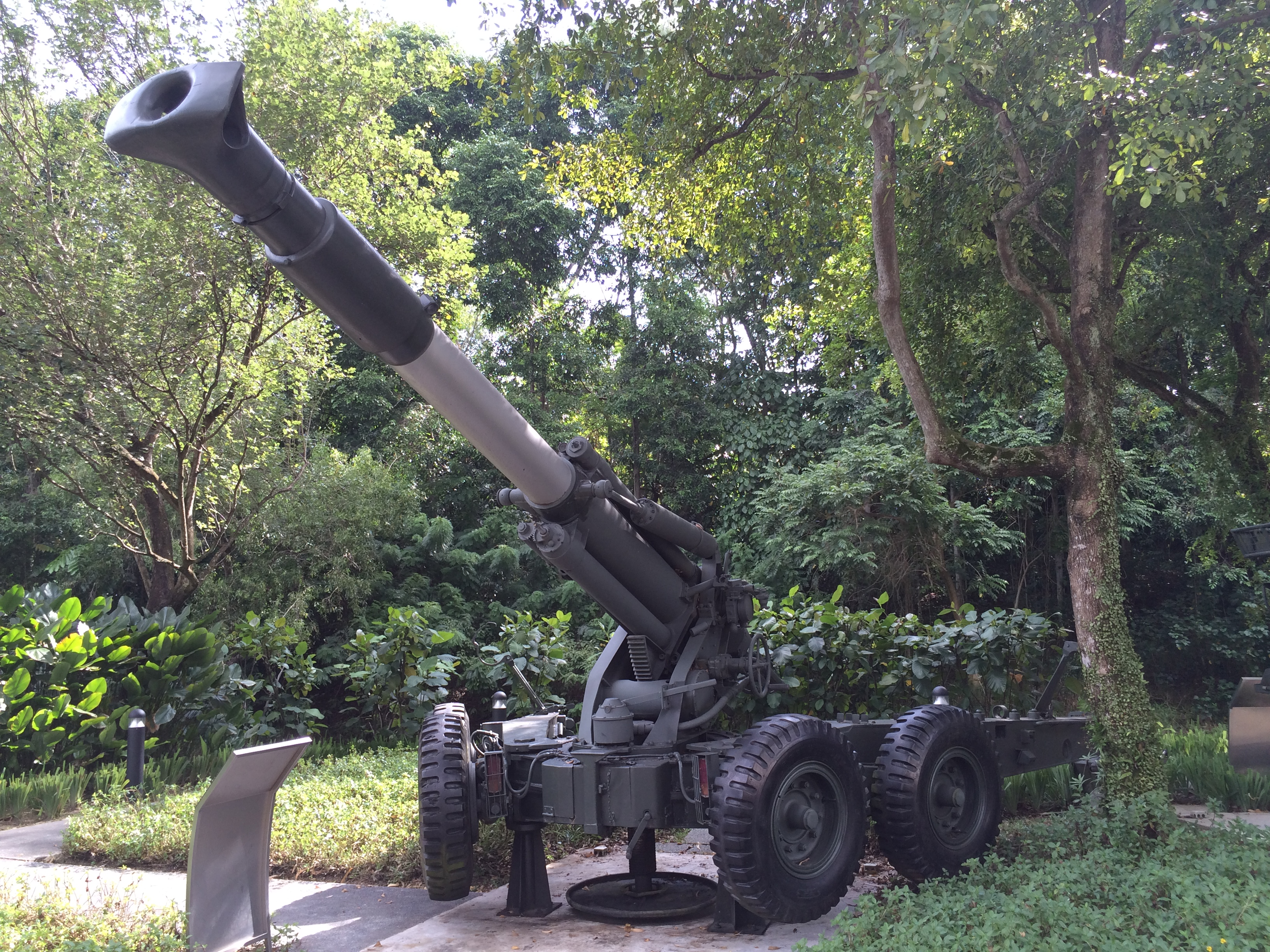
ソルタムM68 155mm榴弾砲
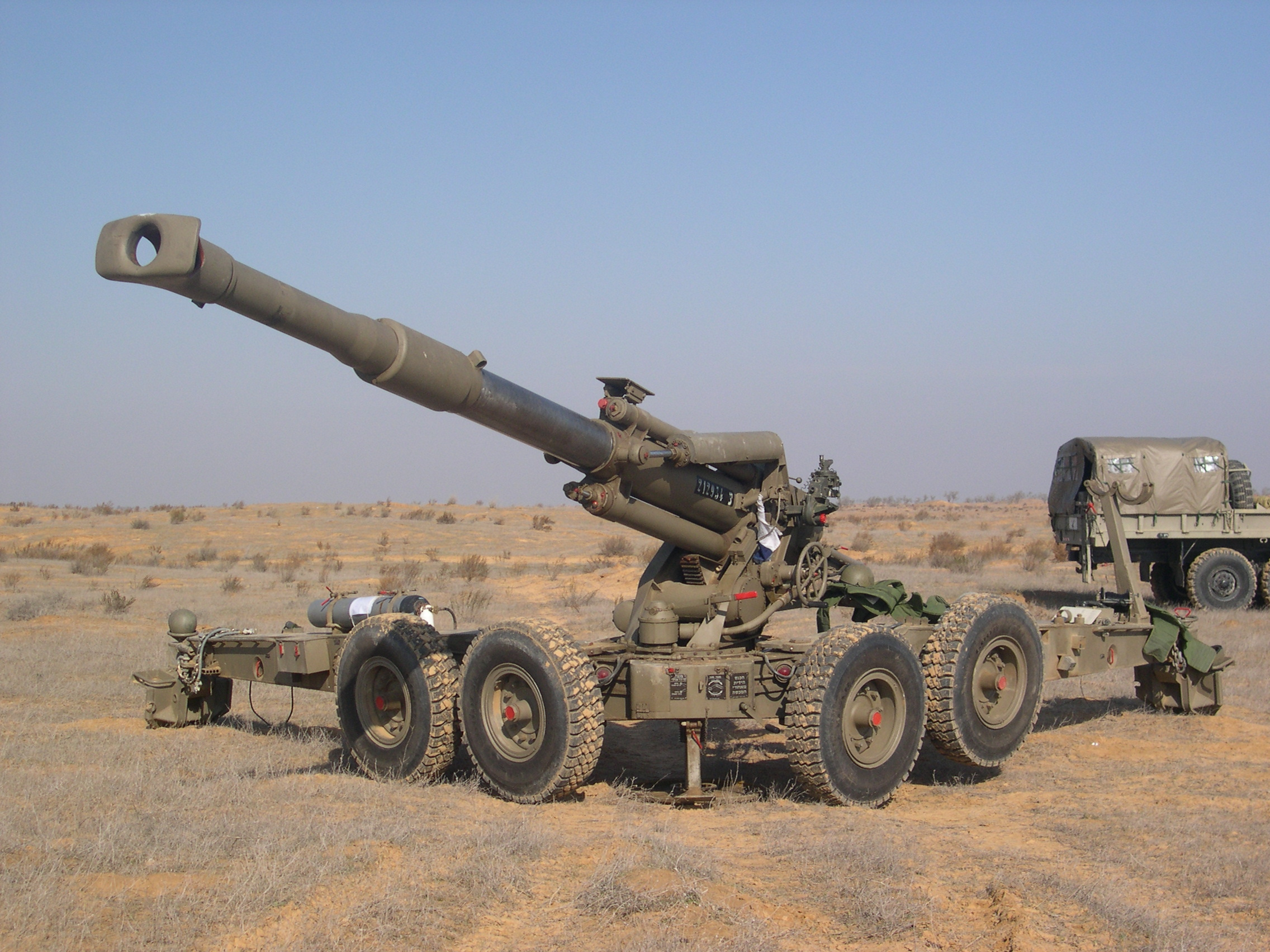
ソルタムM71 155mm榴弾砲

- ソルタムM68 155mm榴弾砲
- ソルタムM71 155mm榴弾砲

### 迫撃砲
- 60mm迫撃砲 - メルカバやマガフの砲塔に装備されている60mm迫撃砲もソルタム製の迫撃砲である。
- 81mm迫撃砲
- ソルタムM65 120mm迫撃砲
- ソルタムM66 160mm迫撃砲
- ソルタムK6 120mm迫撃砲
- Cardom - 81mmおよび120mm迫撃砲の制御および駐退復座システム。
- 60mm、81mm、120mm、160mm 各種迫撃砲弾[4]

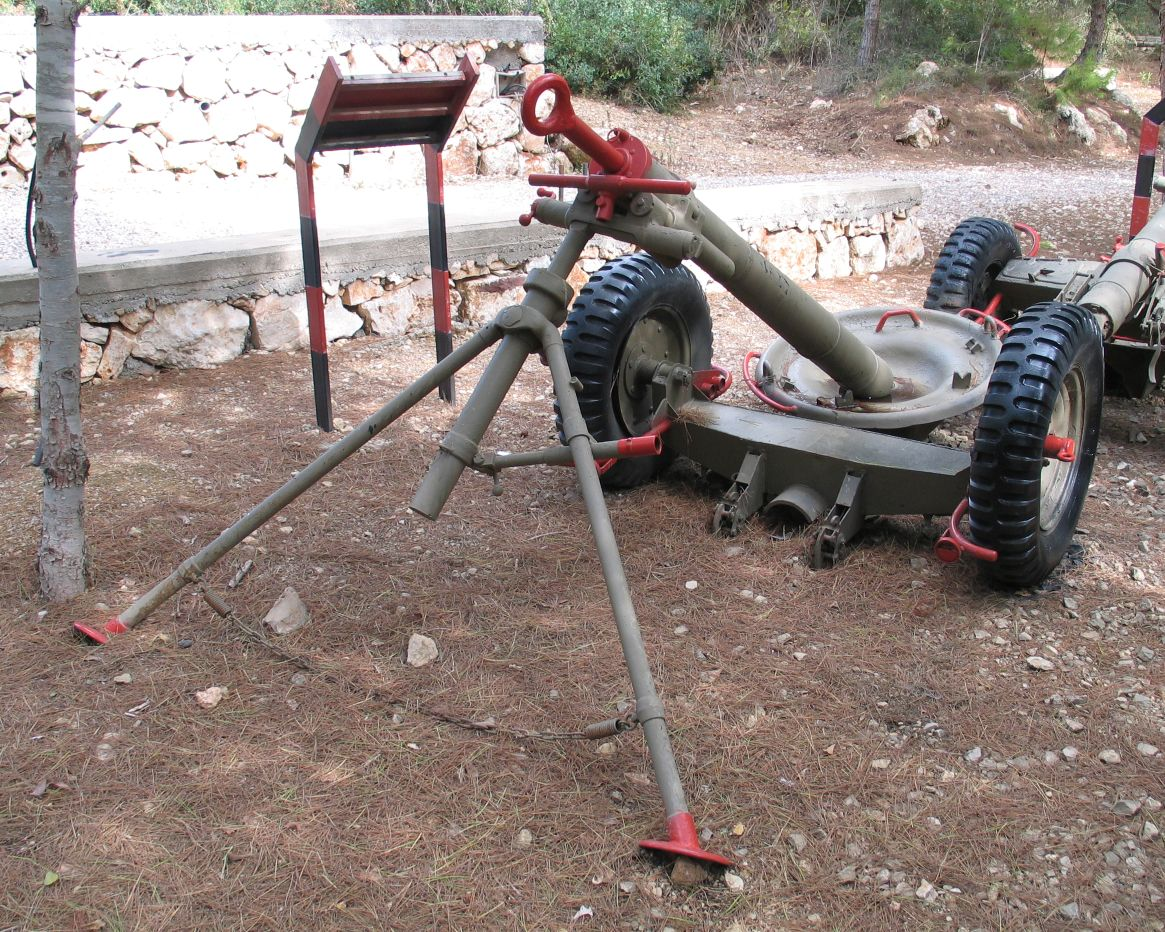
ソルタムM65 120mm迫撃砲
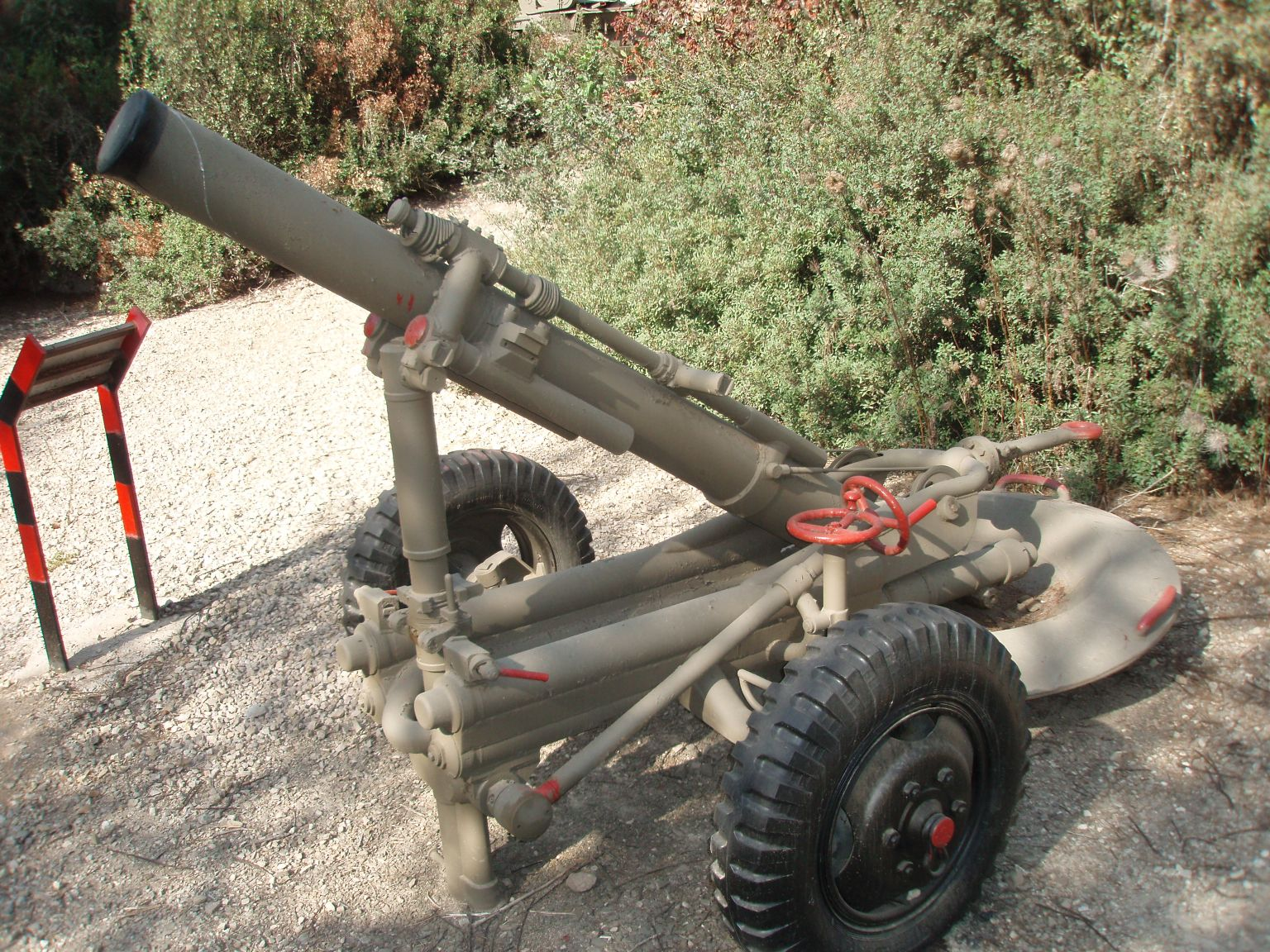
ソルタムM66 160mm迫撃砲
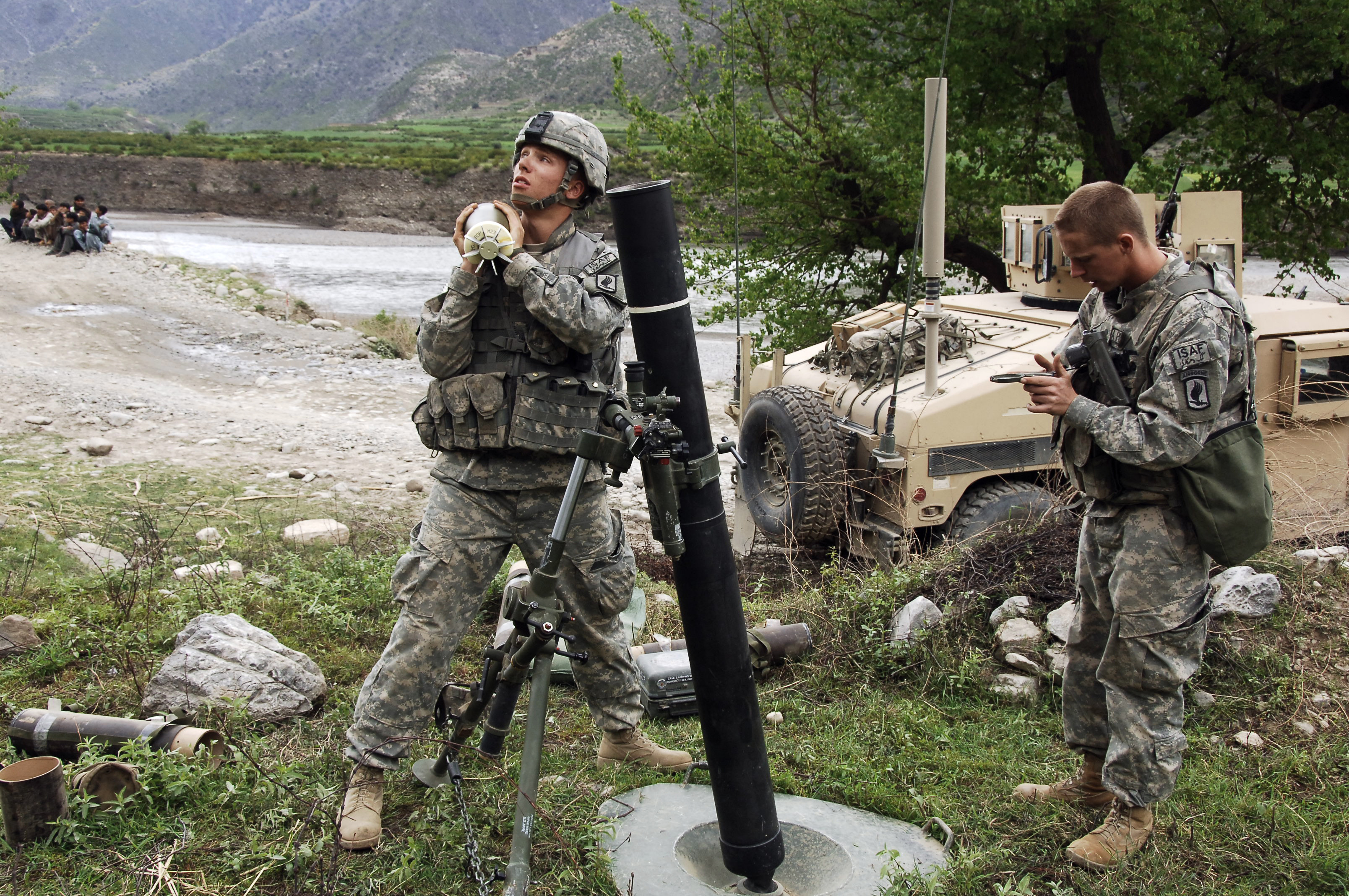
ソルタムK6 120mm迫撃砲 (アメリカ陸軍)
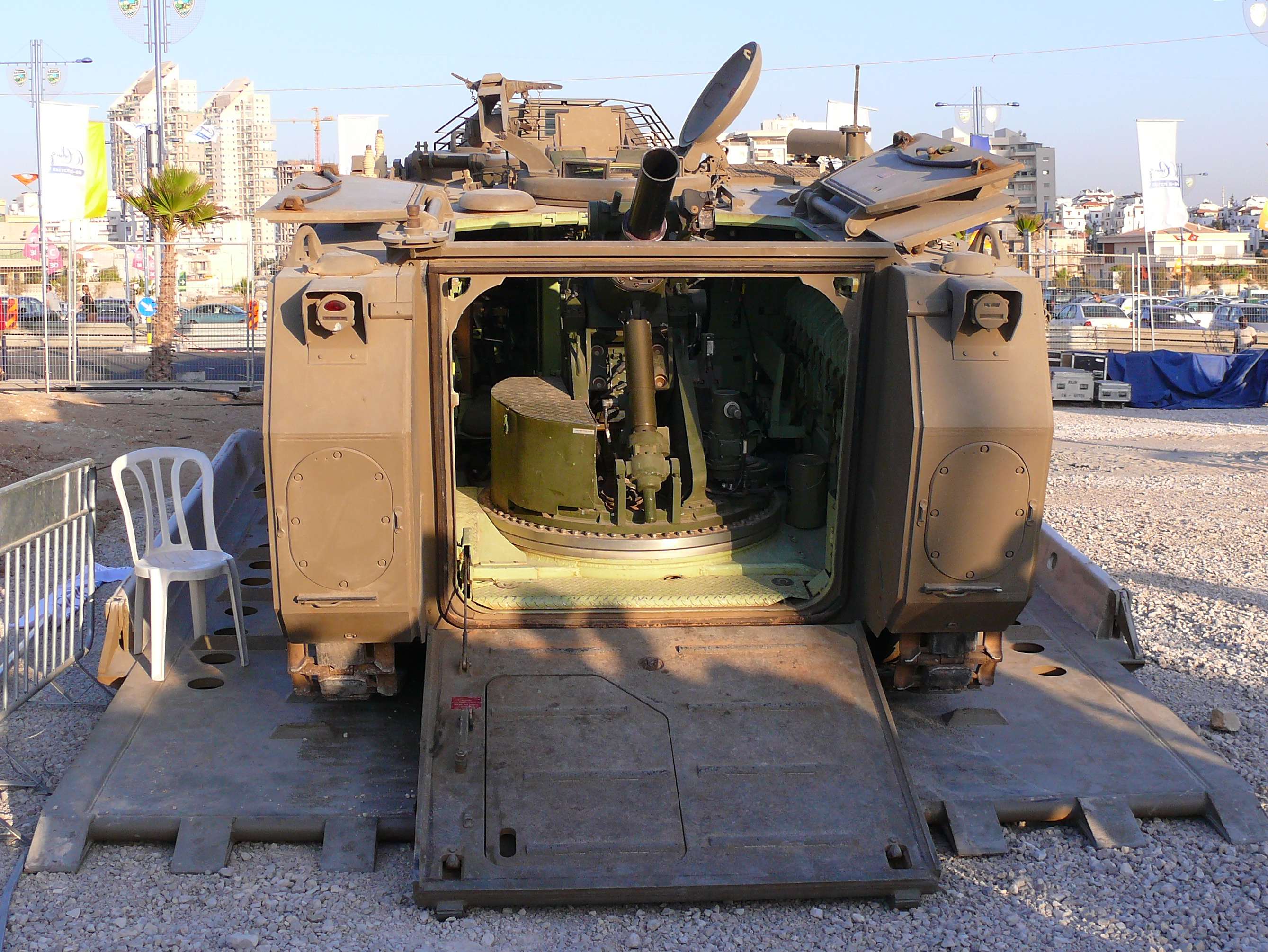
ケシェット 120mm自走迫撃砲に搭載されたCardomシステム
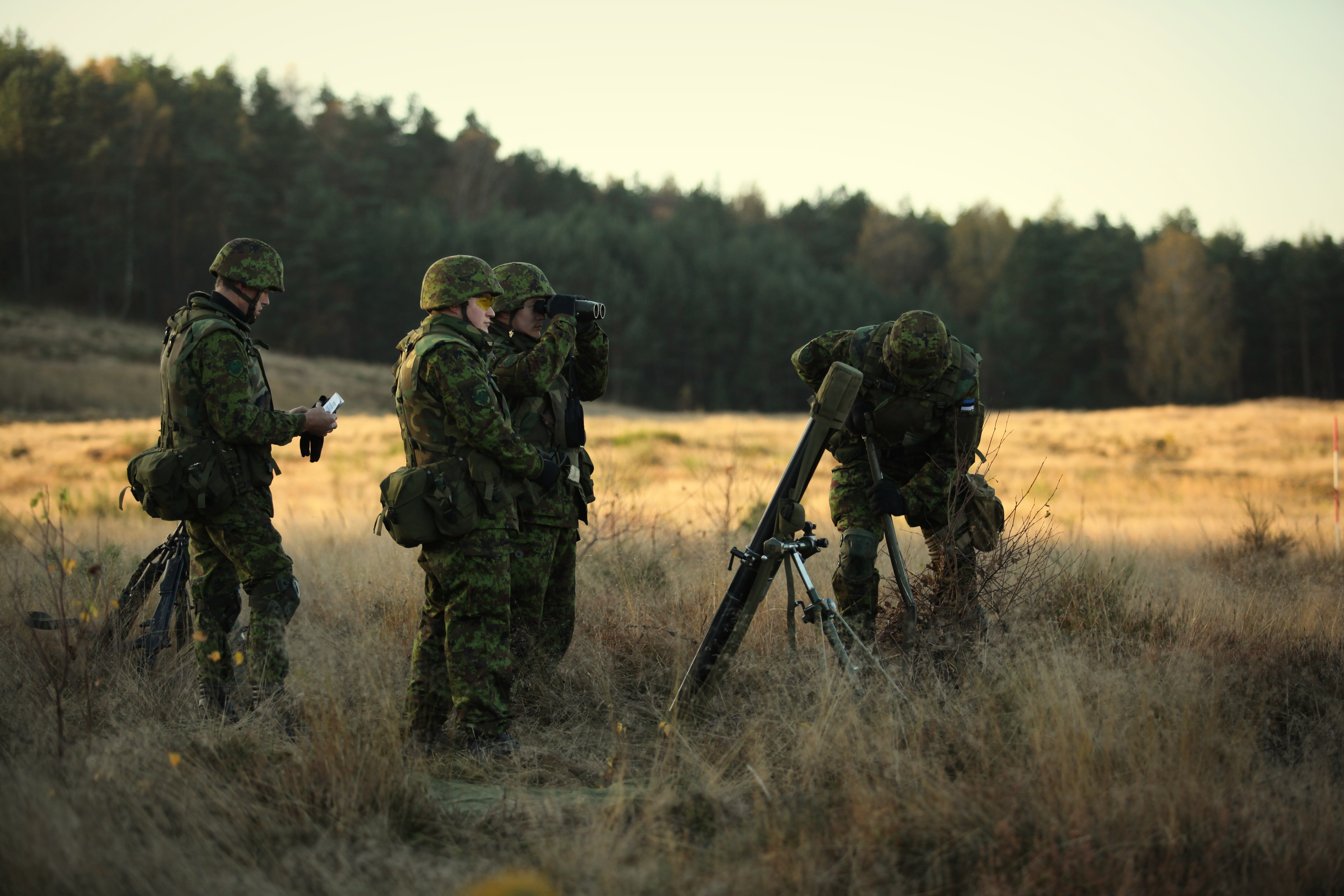
エストニア防衛連盟で運用されるB-455 81mm迫撃砲（エストニア語版）

### 自走砲
- マクマト 120mm自走迫撃砲 - M3ハーフトラックの車体にソルタムM65 120mm迫撃砲を搭載した自走砲。
- マクマト 160mm自走迫撃砲 - スーパーシャーマンの車体にソルタムM66 160mm迫撃砲を搭載した自走砲。
- ソルタムL33 155mm自走榴弾砲 - スーパーシャーマンの車体にソルタムM68 155mm榴弾砲を搭載した自走砲。
- ソルタムM72 155mm自走榴弾砲 - センチュリオン (ショット)の車体にソルタムM71 155mm榴弾砲を搭載した自走砲。量産配備には至らず。
- ラスカル 155mm自走榴弾砲 - 専用開発の装軌式軽量車体に155mm榴弾砲を搭載した自走砲[5][6]。
- ショレフ 155mm自走榴弾砲 - ソルタムM71 155mm榴弾砲を改良した52口径155mm榴弾砲をメルカバの車体に搭載した自走砲。量産配備には至らず。
- ATMOS 2000 - 6輪あるいは8輪トラックの車体に搭載可能な155mm自走榴弾砲システム[7]。

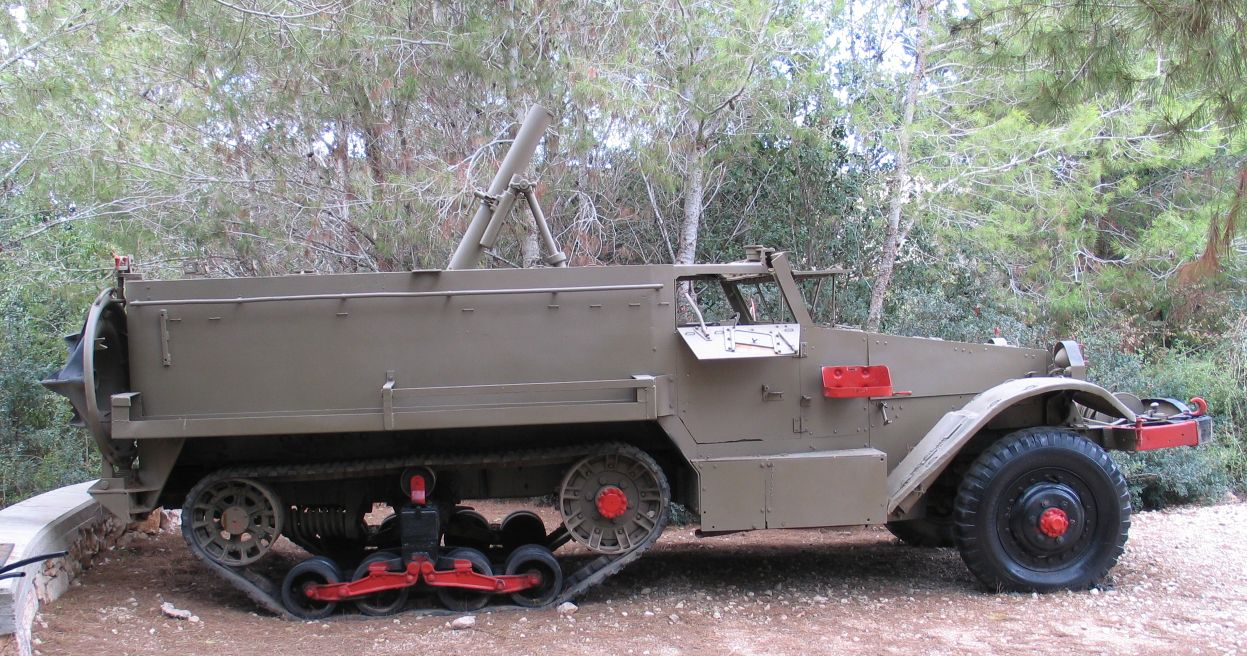
マクマト 120mm自走迫撃砲
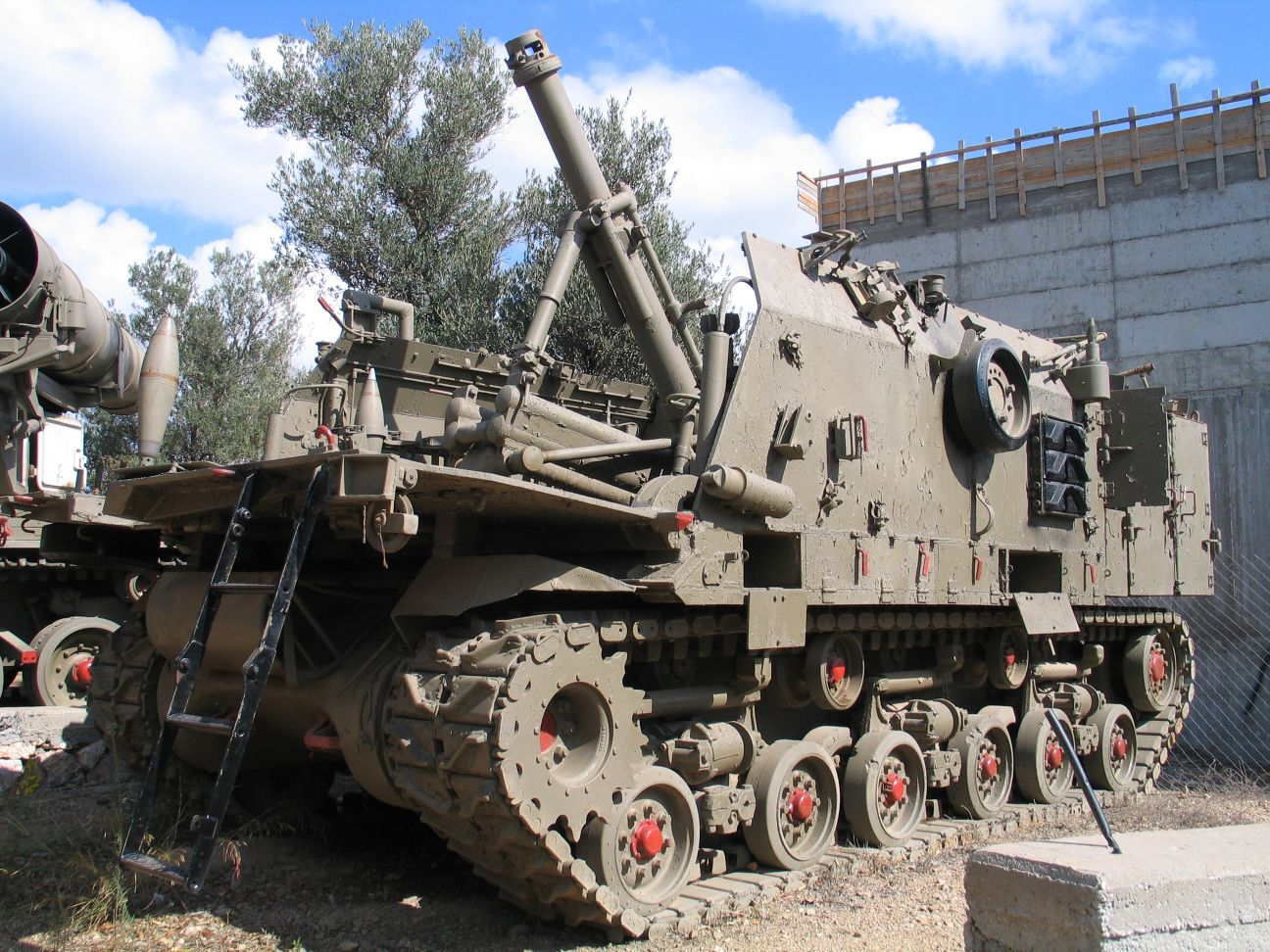
マクマト 160mm自走迫撃砲
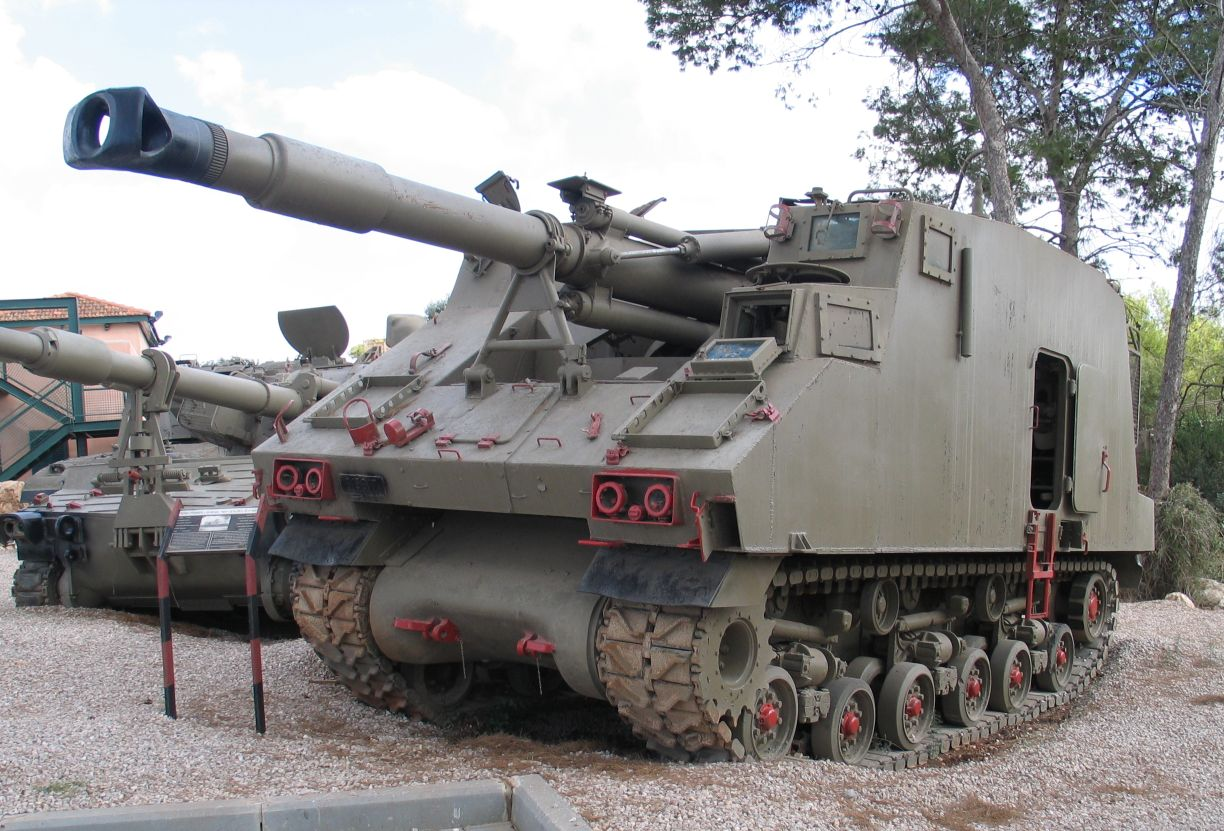
L33 155mm自走榴弾砲
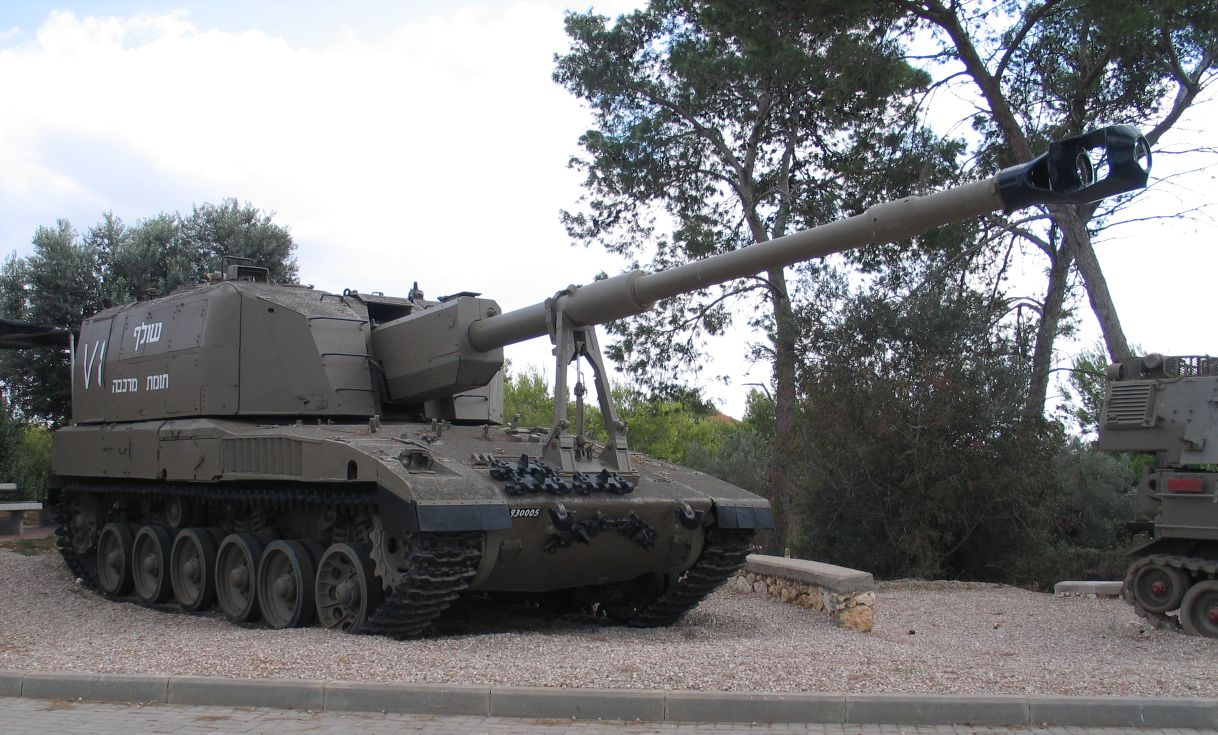
ショレフ 155mm自走榴弾砲
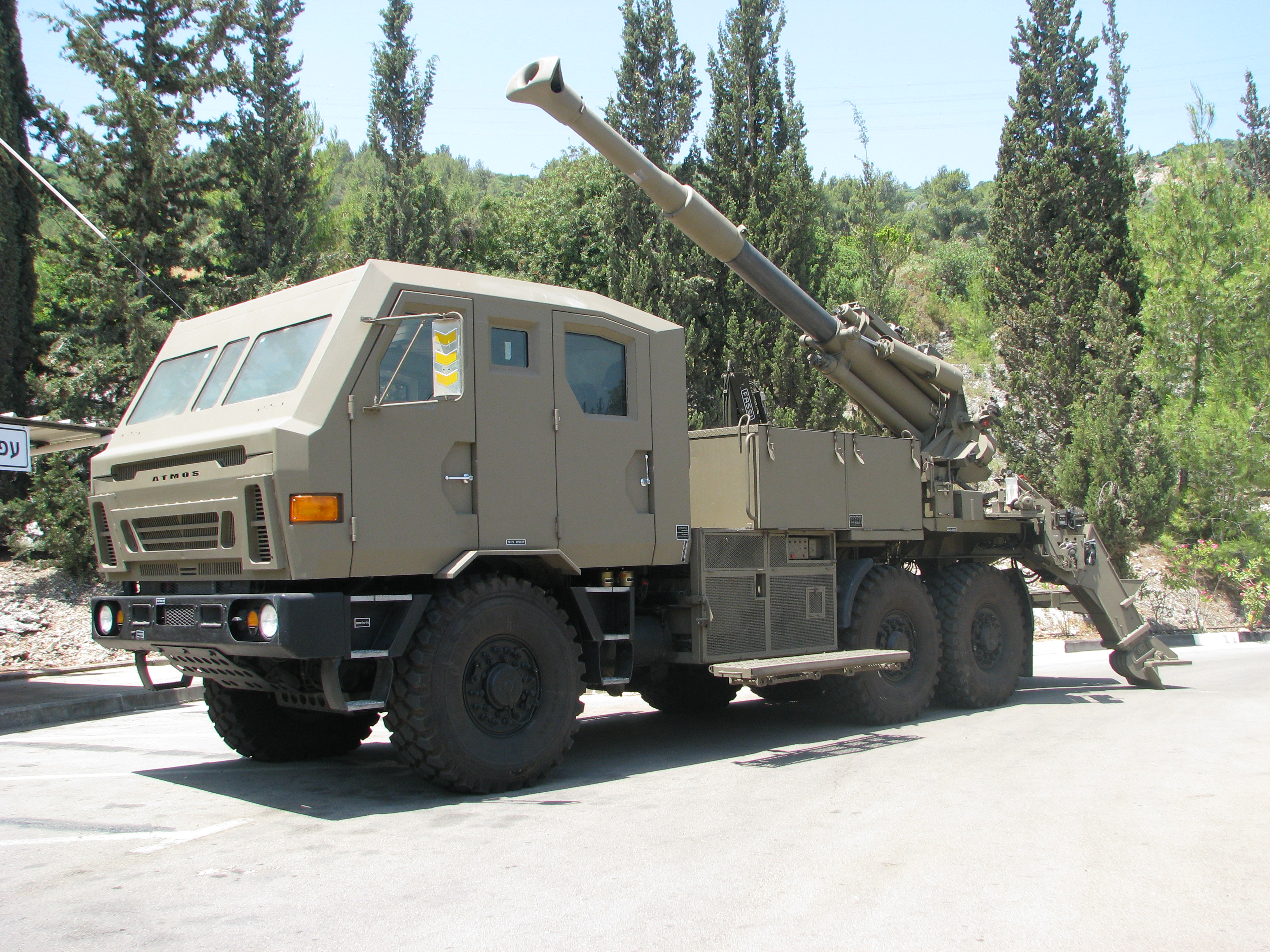
ATMOS 2000